# Wim Oudshoorn
Wim Oudshoorn (Leiden, 14 mei 1934? - Oegstgeest, 25 april 2011) was een Nederlands expert en schrijver op het gebied van groente-, tuin- en kamerplanten. 
Oudshoorn wilde oorspronkelijk stuurman worden op de handelsvloot, maar hij ging werken in het plantenkwekersbedrijf van zijn vader en werd later leraar op verschillende tuinbouwscholen. 
Daarnaast schreef Oudshoorn ruim 80 boeken over tuinaanleg, groente en fruit, kweken en tuin- en kamerplanten, voornamelijk uitgegeven door Kosmos Uitgevers, waarvan er in totaal meer dan 1,5 miljoen werden verkocht. Ook verscheen hij regelmatig op tv in tuin- en natuurprogramma's.
- Gemeinsame Normdatei: 1202635687
- International Standard Name Identifier: 0000 0000 6880 7450
- Nederlandse Thesaurus van Auteursnamen: 068823983
- Virtual International Authority File: 99577064
- WorldCat: E39PBJtMkKDpcYQyb8J9cbvj4q